# Toussaint-François Node-Véran
 (avril 2024).
Si vous disposez d'ouvrages ou d'articles de référence ou si vous connaissez des sites web de qualité traitant du thème abordé ici, merci de compléter l'article en donnant les références utiles à sa vérifiabilité et en les liant à la section « Notes et références ».
Toussaint-François Node-Véran (1er novembre 1773, Marsillargues-7 mars 1852, Montpellier) est un peintre français connu pour ses peintures de plantes et de fleurs à l'aquarelle.

## Biographie
Toussaint-François Node-Véran, élève des Ponts et Chaussées, puis instituteur, devient le peintre officiel du Jardin des plantes de Montpellier en 1813. Sa carrière de peintre botaniste est attachée au Jardin des plantes de Montpellier. C'est Augustin Pyrame de Candolle, professeur de botanique à la Faculté des Sciences de Montpellier et à la Faculté de Médecine de Montpellier, qui le recrute pour un projet très ambitieux : constituer une collection iconographique de la même qualité que celle des vélins du Muséum sur laquelle il avait eu l'occasion de travailler. Ce travail titanesque permet de mettre en valeur les qualités remarquables de dessin de Toussaint-François Node-Véran, rivalisant avec les autres peintres de l'époque tels que Pierre-Joseph Redouté. Toussaint-François Node-Véran est resté 39 ans au service du Jardin des plantes de Montpellier, jusqu'à sa mort en 1852.
Une collection des aquarelles de Node-Véran est conservée à l'université de Montpellier. Quelque 978 planches aquarellées furent réalisées entre 1813 et 1852, réparties en dix portefeuilles qui matérialisent une classification botanique ancienne. Outre cette collection prestigieuse, Node-Véran fournit des illustrations à Michel Félix Dunal pour ses publications en botanique, mais aussi à Marcel de Serres, pour ses publications en géologie ou paléontologie.